# Dieter Schönbach
Dieter Schönbach (* 18. Februar 1931 in Stolp in Hinterpommern; † 28. Mai 2012 in Bochum) war ein deutscher Komponist und Regisseur.

## Leben
Zusammen mit seiner Familie musste er 1945 seine pommersche Heimat verlassen und kam dann nach Niebüll im damaligen Kreis Südtondern. Dort besuchte er die Friedrich-Paulsen-Schule in Niebüll und ging 1949 mit der Mittleren Reife ab, um Musik zu studieren.

## Musikalische Ausbildung und musikalisches Wirken
Dieter Schönbach begann 1949 sein Studium an der Nordwestdeutschen Musikakademie in Detmold in den Fächern Komposition und Chorleitung. Seine Lehrer für Komposition war Günter Bialas und für Chorleitung Kurt Thomas. Er wechselte  dann nach Freiburg im Breisgau, wo er an der dortigen Musikhochschule  bei Wolfgang Fortner weiterstudierte.
Nach Beendigung seines Studiums wurde er 1959 an das Schauspielhaus Bochum als Leiter der Schauspielmusik berufen, nachdem er bereits 1957 mit einem Streichquartett aufgefallen war. 1961 erhielt er den Förderpreis des Landes Nordrhein-Westfalen für Komponisten. 1969 ging er nach Münster/Westfalen an das dortige Schauspielhaus. Hier brachte  er die erste multimediale Oper, eine neue musikalische Kunstform, Die Geschichte von einem Feuer heraus. Sein Schaffen war vielseitig. Er komponierte nicht nur Opern und Musicals, sondern Instrumentalmusik, u. a. Klavierstücke und Kammermusik. 1977 wurde sein Musical Kaspar, pass auf in Münster uraufgeführt mit Renate Axt in einer Hauptrolle. 1973 wurde er schließlich nach Basel berufen. Seine musikalischen Leistungen machten ihn auch international bekannt. So wurde ihm bereits 1959 der 1. Preis der Sozieta Italiana di Musica contemporanea (SIMC) für sein in Rom uraufgeführtes Werk Canticum Psalmi Resurretionis verliehen. 1960 erhielt er den Musikpreis der Stadt Recklinghausen und 1962 war er Stipendiat der Villa Massimo in Rom. Schließlich erhielt er 1961 für seine Schauspielmusik zu Albert Camus’ Schauspiel Caligula den Kritikerpreis der Stadt Wien.
1975 wurde seine Musik für die Literaturverfilmung Die Insel der Krebse verwendet.
Er war Inhaber des Verlages Multimediale Kunstwerke Dieter Schönbach. Er starb am 28. Mai 2012 in Bochum.

## Werke

### Instrumentalwerke
- Klavierstücke
- Streichquartett
- 4 Stücke für Orchester: Farben und Klänge(in memorian W. Kandinsky) 1957, Ritornelle, 1961, pour Varsovie, 1962, entre, 1964
- Variationen in Tala, 1960,
- Canzona da sonar für 1 Streichorchester

### Vokalwerke
- Für Sopran und Instrumente: Canticum psalmi resurrectionis, 1959,
- Konzert Come S. Francesco predico, 1959,
- Musical: Kaspar, pass auf, 1977

### Multimediawerke
- Oper: Die Geschichte von einem Feuer, 1969
- 5 Canzona da sonar, 1970–1979

Schönbach verfasste darüber hinaus eine theatertheoretische Schrift: Neue Aspekte für das totale Theater in: Melos 38, 1971.